# Aleksandra Szmyd
Aleksandra Szmyd (ur. 21 marca 1992 w Krośnie) – polska śpiewaczka operowa.

## Wykształcenie
Jest absolwentką I Liceum Ogólnokształcącego im. Mikołaja Kopernika w Krośnie. Następnie ukończyła studia na Wydziale Prawa i Administracji Uniwersytetu Jagiellońskiego i Akademię Muzyczną w Krakowie.
W wieku 6 lat rozpoczęła naukę gry na fortepianie w Szkole Muzycznej „Pro Musica” Anny i Adama Mϋnzbergerów w Krośnie. W tej samej szkole w 2011 roku ukończyła z wyróżnieniem klasę śpiewu. W Polsce i za granicą uczestniczyła dotychczas w kursach prowadzonych przez: Ryszarda Karczykowskiego, Edith Lienbaher, Nielsa Muusa, Petera Edelmana, Hao Jiang Tiana, Massimiliana Muralliego, Bożenę Harasimowicz, Katherinę Chu, Marianne Cornetti, Michaela Sylvestra, Leonarda Catalanotto, Jadwigę Romańską.

## Kariera
W 2010 roku jako najmłodsza uczestniczka zwyciężyła w konkursie na Ogólnopolskim Festiwalu „KiepuraFest” w Sosnowcu. Sześć lat później została zaproszona jako jedna z siedmiu solistów na jubileuszową 50. edycje Festiwalu im. Jana Kiepury w Krynicy w ramach koncertu „Kiepura i co dalej?”. W 2015 roku jako laureatka przesłuchań konkursowych w Bolonii i Nowym Jorku, została uczestniczką International Young Artists Festival iSING! w Chinach, który odbył się pod honorowym patronatem Plácido Domingo. Była tam główną solistką podczas koncertów występując z Philharmonic Symphony Orchestra w Shanghai Symphony Hall w Suzhou, następnie wystąpiła podczas koncertu w Grand Hangzhou Theatre. Koncert z Suzhou był retransmitowany przez międzynarodową telewizję Medici TV. Podczas studiów w Krakowie była główna solistką w spektaklu „Diversity Rock Opera” w Operze Krakowskiej, następnie w spektaklu „Musicalowa Podróż Poza Horyzonty” w Teatrze Ludowym.

### W Wiedniu
Po ukończeniu studiów na Uniwersytecie Jagiellońskim i w Akademii Muzycznej w Krakowie zamieszkała w Wiedniu. W 2017 roku zadebiutowała tytułową partią w „Alcinie” Georga Friedricha Händla w wiedeńskim MuTh Theater w reżyserii Dmitra Bertmana. Następnie, w ramach Letniej Akademii Filharmoników Wiedeńskich, wcieliła się w rolę Zuzanny w „Weselu Figara” Wolfganga Amadeusa Mozarta występując w przedstawieniach  tej opery w Wiedniu, Grazu, Salzburgu oraz St. Pölten. W maju 2018 roku, w wiedeńskim Theater Akzent,  wykonywała partię Ilii w „Idomeneuszu, królu Krety” Wolfganga Amadeusa Mozarta. Po roku zadebiutowała na scenie Theater an der Wien rolą Paquette w „Kandydzie” Leonarda Bernsteina. Obecnie związana jest z Filharmonią Wiedeńską.

## Nagrody
Złoty Medal podczas konkursu pianistycznego Musicale de France w Paryżu. III miejsce w Międzynarodowym Konkursie Wokalnym im. Gulio Perottiego w Ueckermünde w Niemczech. Grand Prix na Ogólnopolskim Festiwalu „Kiepura Fest”. Nagroda Prezydenta Miasta Krosna za zasługi artystyczne.